# Аль-Баййина
Аль-Баййина (араб. البينة — Ясное знамение) — девяносто восьмая сура Корана. Сура мединская.  Состоит из 8 аятов.

## Содержание
В ней говорится, что людям Писания (евреям и христианам) было известно из своих Писаний, какими качествами будет обладать последний пророк. Поэтому им надлежит уверовать в него, когда Аллах пошлет его к ним. Но когда посланник Аллаха был послан к ним, между ними возникли разногласия, и они нарушили своё обещание.

 Неверующие из людей Писания и многобожников не расстались с неверием, пока к ним не явилось ясное знамение - ۝ Посланник от Аллаха, который читает очищенные свитки. ۝ В них содержатся правдивые Писания. ۝ Те, кому было даровано Писание, распались только после того, как к ним явилось ясное знамение. ۝ А ведь им было велено лишь поклоняться Аллаху, служа ему искренне, как ханифы, совершать намаз и выплачивать закят. Это - правая вера. ۝ Воистину, неверующие из людей Писания и многобожников окажутся в огне Геенны и пребудут там вечно. Они являются наихудшими из тварей. ۝ Воистину, те, которые уверовали и совершали праведные деяния, являются наилучшими из тварей. ۝ Их воздаянием у их Господа будут сады Эдема, в которых текут реки. Они пребудут в них вечно. Аллах доволен ими, и они довольны Им. Это уготовано для тех, кто боится своего Господа. 
—  98:1—8 (Кулиев)